# Kněževes (Vysočina)
Kněževes (in tedesco Knieschewes) è un comune ceco situato nel distretto di Žďár nad Sázavou, nella regione di Vysočina.